# Affaire Tiphaine Véron
Tiphaine Véron est une touriste française disparue au Japon le 29 juillet 2018. Elle était partie seule en vacances et visitait Nikkō, ville touristique de la préfecture rurale de Tochigi, à 150 kilomètres au nord de Tokyo. Elle a été vue pour la dernière fois dans son hôtel alors qu'elle prenait son petit-déjeuner.
Cette affaire illustre l'approche judiciaire des cas de disparitions souvent jugée très différente dans la culture japonaise par rapport à celle adoptée dans les cultures européennes et occidentales.

## Contexte

### Tiphaine Véron
Tiphaine Véron naît le 22 juillet 1982 à Rennes. Elle habite Poitiers dès 1984.
Passionnée d'art et de langues étrangères, elle obtient une licence en histoire de l'art et s'initie à la pratique du russe et du japonais.
Alors qu'elle débute sa vie professionnelle, elle développe divers problèmes de santé découlant d'une épilepsie réfractaire aux traitements habituels. Après quelques années, une médication s'avère efficace et lui permet de mener une vie normale. Au moment de son voyage au Japon, elle occupe un poste d'assistante de vie scolaire auprès d'enfants en difficulté scolaire dans deux écoles de Poitiers.

### Culture des disparitions au Japon
Au Japon, la disparition inexpliquée d'une personne majeure, en l'absence d'une trace évidente d'origine criminelle, n'est pas considérée comme un élément suffisant dans la procédure pénale nippone pour initier une enquête criminelle. De surcroît, la loi japonaise rend difficile le traçage des données personnelles des individus.
Chaque année, environ cent mille personnes disparaissent au Japon dont une grande proportion est composée de disparus volontaires. Communément dénommés « jōhatsu » (évaporés), ce phénomène s’est accentué ces dernières années, notamment en raison d'une conjoncture économique déclinante, certains Japonais préférant organiser leur propre disparition plutôt que de subir l'affront de l'endettement face à leur entourage. Le sujet est souvent considéré comme tabou pour la société japonaise. Les enquêtes de police sont souvent très succinctes comparées à ce qui est pratiqué en Europe, la police n'intervenant que lorsqu'un crime ou un accident est avéré ou que de sérieux indices tendent à le faire penser.

## Chronologie des évènements

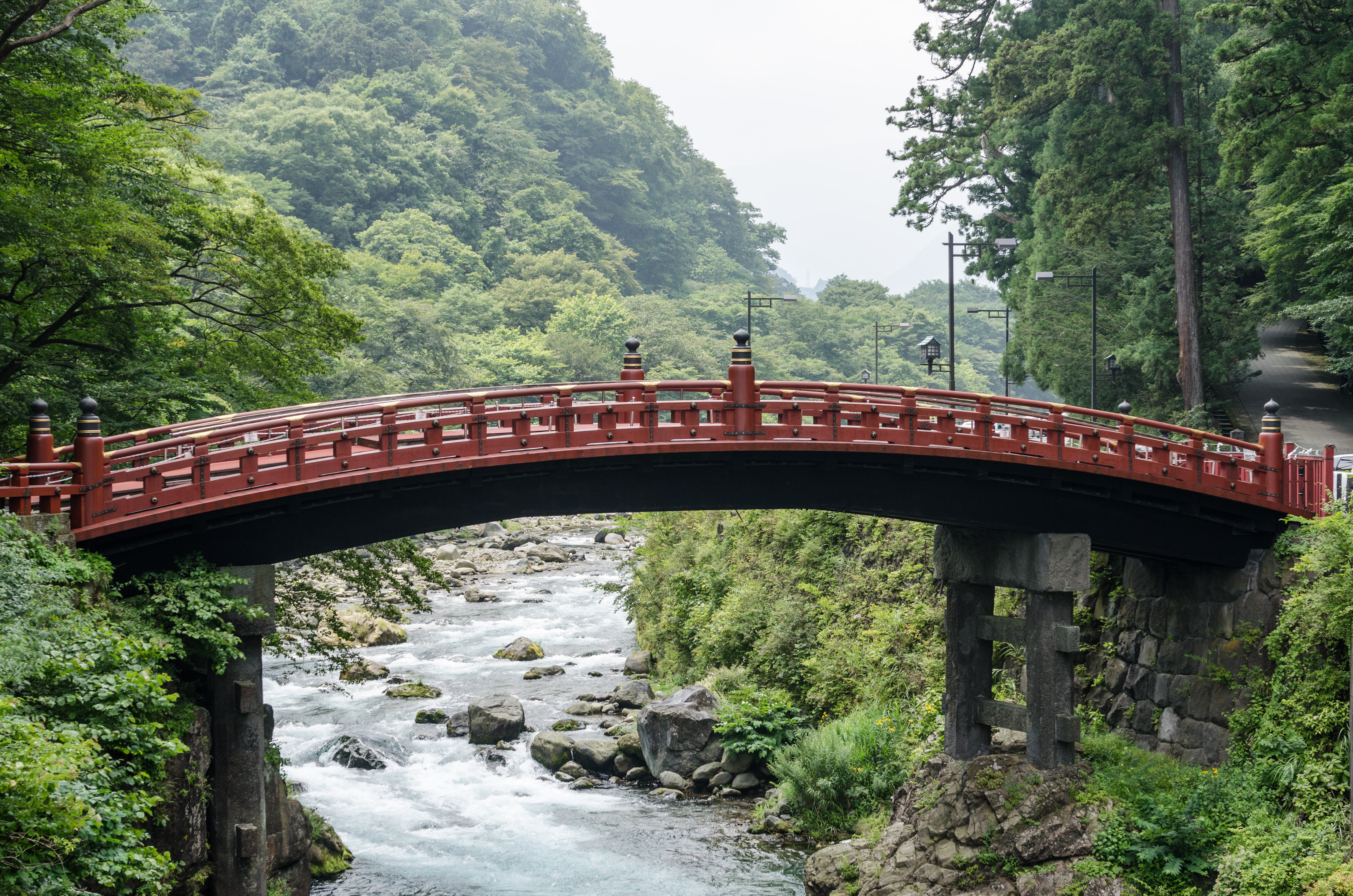
Le pont Shinkyō, croisement touristique de Nikkō, que Tiphaine Véron a filmé la veille de sa disparition.

Tiphaine Véron atterrit à l’aéroport international de Narita le 27 juillet 2018. Elle prévoit de passer trois semaines de vacances dans le pays dans le cadre d'un voyage minutieusement étudié et planifié, comme en témoignent les notes manuscrites détaillées qu'elle a prises sur les sites à visiter. Elle passe une première nuit à Tokyo.
Le 28 juillet, elle se rend en train à Nikkō, puis rejoint son hôtel à pied, comme le montrent plusieurs caméra de surveillance. Elle prend notamment des vidéos au niveau du pont Shinkyo, dans lesquelles on peut entendre des vents violents, probablement dus au typhon Jongdari. Elle arrive entre 16h00 et 16h30 à l'hôtel Turtle Inn d'où elle partage via WhatsApp une série de photos à sa famille. Elle se dit notamment enthousiasmée par l'accueil que lui réserve la femme à la réception, et juge l'hôtel « mignon ». La journée est trop avancée pour ressortir visiter les sites touristiques alentour, aussi elle reste « au calme ».
Le lendemain matin, 29 juillet, Tiphaine Véron prend son petit-déjeuner à l'hôtel. L'hotelier estime qu'elle reste dans la salle à manger entre 8h30 et 9h30. Sa présence est confirmée par une photographie prise par un autre client à 8h41.
Par la suite, les témoignages de témoins et les indices identifiés ne se recoupent plus et ne permettent pas d'établir avec fiabilité ce qui est arrivé à la disparue. Le gérant de l'hôtel prétend qu'elle aurait quitté son établissement vers 9 h 53 ou 9 h 54, vraisemblablement en direction de points d'intérêts touristiques, mais le portable de Tiphaine Véron borne encore quelques heures dans sa chambre d'hôtel et indique qu'elle l'utilisait pour faire des recherches.
Le 30 juillet à 10 h 30, alors que la réservation de la française est censée prendre fin, le propriétaire de l'hôtel pénètre dans sa chambre et découvre ses affaires encore éparpillées et son passeport sur la table. Sans nouvelle de sa cliente, il prévient la police.

## Hypothèses

### Pistes criminelles, enlèvement ou aggression
Parmi les scénarios envisagés figure l'implication d'un tiers, la région de Nikkō ayant été le théâtre de plusieurs meurtres parfois restés inexpliqués au cours des mois suivant la disparition de Tiphaine Véron, notamment, en août 2018 où un crâne est découvert dans une pelouse près de la voie ferrée de Nikko ; quelques semaines après, deux femmes sont retrouvées égorgées sur un parking de Nikko; le 9 octobre 2018, un corps non identifiable est retrouvé sur une rive de la Daiya-gawa à Nikkō ; en décembre 2018 et janvier 2019, des ossements sont retrouvés dans une des forêts autour de Nikkō ; le 19 janvier 2022, un cadavre démembré est retrouvé dans une valise à Nikkō ; au total, selon un enquêteur privé engagé par la famille, entre 2018 et 2022, 15 corps sont retrouvés et 33 personnes sont victimes d'agressions sexuelles dans la préfecture de Tochigi.
En 2019, devant le sanctuaire Takinoo, à proximité des chutes d'eau de Shiraito, que Tiphaine avait prévu de visiter, un panneau mettait en garde contre la présence d'un homme « ayant touché physiquement des personnes après s'être fait passer pour un guide ». Un enquêteur privé engagé par la famille a retrouvé des témoignages de voyageuses japonaises se plaignant sur Instagram d'un chikan (frotteur) à cet endroit. La police a déclaré à la famille que cet homme était connu de leurs services et n'avait pas été vu dans les environs depuis janvier 2018, mais sans préciser s'il était surveillé.
L’existence d’un faux guide, déjà remarqué par d’autres femmes, rend cette hypothèse plausible. Ce scénario permettrait d’expliquer l’arrêt brutal de son téléphone, la disparition sans trace, et l’absence d’alerte immédiate. À ce jour, aucun suspect concret n’a été identifié, mais la famille continue de chercher des témoins et de nouveaux renseignements.
Entre autres suspects, le profil du gérant de l'hôtel est étudié : il est la dernière personne connue à avoir vu Tiphaine Véron en vie, ses déclarations sur l'heure de départ de l'hôtel de la jeune femme se contredisent, et de grandes éclaboussures (possiblement de sang, mais aucune analyse de ces traces n'a été communiquée par les enquêteurs de la police japonaise) sont découvertes au luminol sur un des murs de la chambre occupée par Tiphaine.
Si rien n’a été découvert en termes de suspects, rançons ou revendications, l’implication d’un tiers, armé ou non, reste une piste sérieuse.

### Pistes accidentelles
Tiphaine Véron a aussi pu être la victime d'un accident, comme une chute dans le cours d'eau qui traverse Nikkō, ou une mauvaise rencontre avec des animaux dans les bois.
Les autorités japonaises ont d’abord privilégié cette hypothèse, Tiphaine aurait glissé dans une rivière en crue ou perdu l’équilibre dans un terrain escarpé à Nikko. Des fouilles, y compris du dragage de rivières, ont été menées dans les jours suivant sa disparition ; un foulard retrouvé près d’un cours d’eau a alimenté cette piste. Cependant, la famille conteste cette thèse : aucun élément apportant la preuve d’un tel accident n’a été trouvé, les relevés hydrologiques montrent l’absence de crue ce jour-là, et Tiphaine ne portait jamais de foulard. De plus, ses affaires (passeport, vêtements, carnet de voyage) restées intactes dans la chambre, plaident contre un départ dans la précipitation.
Bien que plausible, la thèse accidentelle manque de preuves concrètes.

### Crise d’épilepsie
Tiphaine souffrait d’épilepsie, mais celle-ci était bien stabilisée par traitement. Les médias ont évoqué la possibilité d’une crise, mais aucun contact avec un hôpital ni intervenant médical n’a été signalé à Nikko. Si elle avait eu une crise, elle aurait probablement été retrouvée près d’un sentier ou d’un point d’eau, son sac ou téléphone à proximité. Or, aucun débris ni indice matériel ne laisse penser à cette piste. Elle était consciente, en bonne forme, ayant pris un petit-déjeuner où elle échangera avec d'autres touristes à son hotel le matin de sa disparition.
Cette hypothèse demeure ainsi marginale et peu documentée.

### Disparition volontaire ou suicide
L’idée que Tiphaine se serait volontairement effacée est l’hypothèse la moins crédible selon la famille : elle n’aurait laissé aucune trace d’intention de fuir (billet retour, agenda de voyages, contacts réguliers avec sa famille, déplacement minutieusement préparé). Rien dans son comportement ni dans ses préparatifs ne suggérait une volonté de disparaître, elle avait notamment laissé ses affaires et papiers dans sa chambre d'hotel. Le profil d’une assistante scolaire investie, passionnée par le Japon, envoyant régulièrement des messages à sa famille pour partager son enthousiasme ne cadre pas avec la posture d’une fugue.
Cette hypothèse est généralement rejetée tant par les proches que par la justice.
Bien que rarement évoquée publiquement, l’hypothèse du suicide a été envisagée par certains enquêteurs au début de l’affaire. Elle repose sur la possibilité que Tiphaine ait pu mettre fin à ses jours de manière volontaire, peut-être dans une zone isolée. Cependant, cette piste ne s’appuie sur aucun élément concret : Tiphaine n’avait manifesté aucun signe de détresse psychologique dans les semaines précédentes. Elle venait de réaliser un rêve de longue date, voyager seule au Japon, elle communiquait avec enthousiasme avec ses proches et tenait un carnet de voyage très positif. Elle avait réservé un billet retour et planifié ses prochaines étapes touristiques. Aucun corps ni objet personnel n’a jamais été retrouvé dans une zone propice à cette hypothèse.
En l’absence de preuve, cette thèse reste extrêmement minoritaire et est fermement rejetée par ses proches.

## Historique des recherches

### Première enquête (2018-2019)
Le 1er août 2018, la famille est prévenue par l'ambassade de France au Japon. La sœur et les deux frères de Tiphaine se déplacent alors au Japon le 6 août et participent aux recherches avec les policiers nippons. Rapidement, Anne Désert, sa mère, adresse un courrier au président de la République, Emmanuel Macron, pour «  réclamer plus de moyens de recherches », déplorant que « tous les moyens ne sont pas mis en œuvre : interrogations de témoins, dragage de la rivière, recherche dans la forêt avec des chiens, géolocalisation du téléphone… ».
Le 9 septembre, Sibylle Véron, sa sœur, lance un appel aux touristes à Nikkō pour savoir s’ils disposent de photos. Elle interpelle Emmanuel Macron dans la cour de l’Élysée le 17 octobre à l’occasion de la visite du Premier ministre japonais, Shinzo Abe.
La mobilisation débute en France et près de 500 citoyens participent à une marche à Poitiers « pour retrouver Tiphaine » le 10 novembre 2018, débutant ainsi une campagne d'information.
Du 7 au 17 mai 2019, une mission de recherches est organisée au Japon avec des spécialistes du secours en montagne, mais ne donne aucun résultat. Un autre séjour de la famille a lieu fin juillet 2019 pour organiser une manifestation à Nikkō, un an jour pour jour après sa disparition.
Début août 2019, de nouvelles recherches sont menées autour de l’hôtel avec Damien Véron, cinq bénévoles et sept chiens de Japan Rescue Dog, mais sans donner de résultat.

### Position de la famille
Après d’importantes recherches menées au mois de mai 2019, la famille déclare ne pas croire à la thèse de l’accident et prépare de nouveaux déplacements sur place pour poursuivre leur enquête. Elle exprime des doutes sur le fait que le dossier remis aux autorités françaises soit complet.
Elle considère notamment que les auditions menées par les enquêteurs japonais sont incomplètes et extrêmement contradictoires autour du départ de l’hôtel de Tiphaine. La famille de Tiphaine a longuement travaillé sur les données du compte Google Maps de la disparue. Les points GPS ont permis de suivre les déplacements dès son arrivée au Japon et jusqu'au dimanche 29, 11 h 40, où sa trace disparaît (fin de la connexion Wi-Fi).
Les proches évoquent un « manque d’expérience » de la police japonaise dans la recherche des disparus.

### Initiatives de la famille et mobilisations publiques
Les proches de Tiphaine ont créé l'association « Unis pour Tiphaine ».
Xavier Niel, fondateur de l'opérateur de téléphonie mobile Free, a répondu à une interpellation de la famille et a contribué au volet technique de l'enquête. Il permettra notamment d'établir que le téléphone portable de Tiphaine Véron n'a pas été éteint de manière habituelle mais a été coupé de façon violente (la batterie a été arrachée ou le téléphone brisé).
En juillet 2020, pour commémorer les deux ans de la disparition de Tiphaine Véron, un appel est lancé sur les réseaux sociaux par l'humoriste Élie Semoun.
L'enquête bénéficie également du support local de Kazunari Watanabe, retraité japonais ayant multiplié ses visites à Nikkō (plus d'une quarantaine) afin d'assister la famille dans ses recherches.
La famille exprime ses motivations à ne pas cesser les initiatives par l'idée que la disparue « puisse être entre les mains d'un ravisseur ».

### Reprises de l'enquête subséquentes (à partir de 2019)

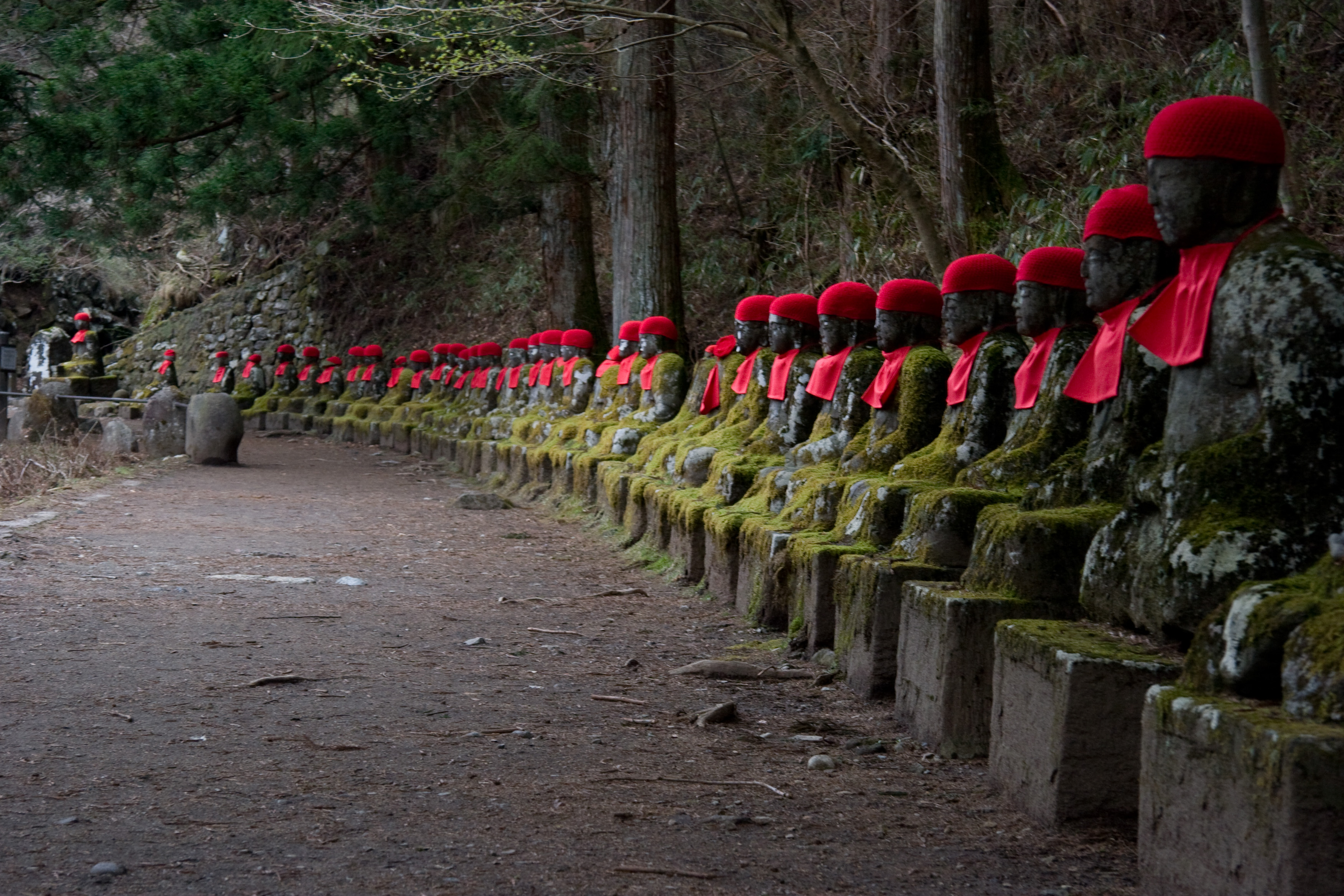
L'allée touristique de Kanmangafuchi, bordée de statues de bouddhas en pierre, à quelques centaines de mètres de l'hôtel où la disparue a été vue pour la dernière fois.

En juillet 2020, le cabinet Dupond-Moretti est chargé de la reprise du dossier et dit être en train d'identifier le meilleur « levier » au Japon pour de prochaines actions.
Une juge d'instruction a été nommée à Poitiers, l'enquête demeure ouverte en France pour « enlèvement et séquestration », thèse privilégiée par la famille, persuadée qu'il ne s'agit pas d'un accident.
Fin 2020, la famille annonce qu'elle engage Jean-François Abgrall, un ancien gendarme et enquêteur privé notamment reconnu pour avoir été à l'origine de l'arrestation de Francis Heaulme, un tueur en série français.
Le frère de Tiphaine Véron se rend au Japon en décembre 2022 pour poursuivre les recherches et rencontrer la police locale, afin de signaler des similitudes avec d'autres affaires criminelles.
En janvier 2023, ce dossier est repris par le pôle judiciaire dédié aux affaires criminelles non élucidées, aussi connu sous le nom de pôle « cold cases » de Nanterre, qui prévoit de se rendre à Nikkō début 2024.
Une reprise de l'enquête est prévue début 2024, avec le déplacement à Nikkō de l'avocate Corinne Herrmann et de Sabine Kheris, juge du Pôle judiciaire dédié aux affaires criminelles non élucidées.
Le 22 janvier 2024, la Commission des droits de l'homme des Nations unies confirme à la famille Véron que leur demande d'intervention pour débloquer le dossier judiciaire est en cours, en l'informant avoir officiellement demandé aux autorités japonaises de relancer l'enquête et de collaborer avec la police française.
Le 29 juillet 2024, Damien Véron lance un appel à témoins international pour tenter d'obtenir des photos d'autres touristes prises ce jour-là.

## Nouvel élément majeur en 2025
Un nouvel élément d'importance est dévoilé lors du 7e voyage de la famille de Tiphaine Véron au Japon. Elle révèle qu'un récent rapport d'expert ayant géolocalisé les derniers déplacements de la disparue grâce au bornage de son téléphone portable conclut que Tiphaine était dans sa chambre d'hôtel jusqu'à 11h40 le 29 juillet. Cet élément contredit le témoignage de l'hôtelier qui avait indiqué avoir vu Tiphaine quitter son établissement à 10h. Fort de ce nouveau développement, la famille espère désormais l'ouverture d'une enquête criminelle.
Damien Véron est un militant associatif français, connu pour son engagement dans la quête de vérité sur la disparition de sa sœur Tiphaine Véron au Japon en 2018. Il a fait l'objet de nombreux reportages de médias nationaux concernant son combat.
Frère aîné d’une fratrie de quatre enfants originaire de Poitiers, il s’est imposé comme porte-parole de sa famille dans cette affaire, multipliant les voyages, les appels aux autorités et les interventions médiatiques afin de faire avancer l’enquête. Il a cofondé deux associations de soutien, publié un livre témoignage et participé à un documentaire relatant le combat mené par ses proches.

## Damien Véron
Aîné de la famille Véron, originaire de Poitiers, paysagiste de formation, il voit sa vie basculer lorsque sa sœur cadette disparaît. Dès l’été 2018, il s’implique pleinement dans les recherches en mettant entre parenthèses sa vie professionnelle et personnelle. Il s’improvise alors enquêteur et coordinateur des investigations parallèles menées par sa famille. Il organise rapidement un premier voyage au Japon en août 2018 avec sa mère et deux autres de ses frères et sœurs. Dans les années qui suivent, il effectue de nombreux séjours à Nikkō afin de sonder le terrain, rencontrer les enquêteurs locaux et relancer l’attention autour de l’affaire. Entre 2018 et 2025, il s’est rendu à sept reprises au Japon pour mener ses propres recherches sur place. Ses déplacement feront régulièrement l'objet de couverture médiatique nationale où il partage l’intime conviction de sa famille quant à l’existence d’un acte criminel.
Face à l’inaction perçue des autorités japonaise locales, il adopte une posture de lanceur d’alerte et de porte-parole. Dès 2018, la famille Véron crée l’association Unis pour Tiphaine afin de centraliser les efforts de recherche et de mobiliser le public. Damien Véron collabore avec divers acteurs : avocats (notamment le cabinet Zimeray & Finelle en France), détectives privés, bénévoles. Sur le terrain au Japon, il distribue des avis de recherche dans la rue et multiplie les appels à témoins auprès de la population locale. En parallèle, il entretient la pression diplomatique.
En 2022, Il coécrit avec sa sœur Sybille un livre qui retrace le parcours de la famille depuis la disparition de Tiphaine, mêlant souvenirs personnels et éléments d’enquête, et constitue un appel à ne pas oublier la jeune femme.
Son combat est également porté à l’écran. En 2025, il est au cœur du documentaire « L’Air mouillé » réalisé par amie d’enfance de Tiphaine. Diffusé sur la plateforme SaNoSi (spécialisée dans les documentaires), ce film suit Damien et sa sœur Sibylle lors d’un voyage au Japon en 2022, montrant les moyens déployés par la fratrie Véron pour faire avancer la recherche de Tiphaine. Ce documentaire intimiste contribue à son tour à maintenir l’affaire dans la lumière médiatique.
En prolongement de son combat personnel, il élargit son engagement aux autres cas de disparitions non élucidées à l’étranger. En 2024, la famille Véron fonde l’association ANTRED (sigle pour Association nationale Tiphaine pour la recherche à l’étranger des disparus) dans le but d’aider les proches de Français portés disparus hors du territoire national (partage d’information sur les procédures judiciaires locales, mise en relation avec des enquêteurs ou avocats, et soutien moral et logistique).
Fortement impliqué, il dit souhaiter se consacrer à plein temps à cette association, considérant qu’il arrive « à la fin » de son combat pour Tiphaine et qu’il peut mettre son énergie au service d’autres causes similaires.